# Кельтські мови

Кельтські мови у XX столітті

Ке́льтські мо́ви — група реліктових мов індоєвропейської родини.
До неї належать: ірландська, шотландська, менська мови (гойдельська підгрупа), валлійська, бретонська, корнська мови (бритська підгрупа), галльська мова.
У І тис. до н. е. кельтські мови були поширені практично на всій території Європи — від Британських островів і Піренейського півострова до Карпат, Балкан і Малої Азії, про що досі свідчать історичні назви окремих областей: Галісія, Уельс, Волощина, Галичина, м. Галац в Румунії, відомі з історії Галлія (теперішня Франція) і Галатія (в центрі Туреччини).
Мапа світу рясніє кельтськими топонімами: Аахен, Ам'єн, Анжу, Апенніни, Ардени, Овернь, Беарн, Відень, Балтимор, Болонья, Бонн, Бохни, Булонь, Брешія, Брест, Бретань, Британія, Тренто, Кан, Кагор, Калгарі, Кардіфф, Кембридж, Шалон (Каталаунум, місце славетної битви з гунами на чолі з Аттілою), Шербур, Клюні, Коньяк, Коїмбра, оз. Комо, Корк. Кемберленд, Девон, Дувр, Дублін, Глазго, Юра, Кент, Лідс, Ліон, Лондон, Лувен, Лімож, Лімузен, Лінц, Маас, Майни, о. Мен, р. Марна, Мілан, Мозель, Нансі, Нант, Неймеген, Париж, Реймс, Рен, Седан, Сетубал, Золотурн, р. Сома, р. Темза, Турин, Венеція, Булонь, Болонья, Судети, Вандея, Верона та десятки інших.
Пізніше зона поширення кельтських мов сильно скоротилася; континентальні кельтські мови практично всі зникли, у наш час поширені тільки 6 мов:
- гойдельська група у складі менської, ірландської та гельської (в Шотландії);
- бритська група у складі валлійської, бретонської та корнської.

В останні десятиріччя зусиллями ентузіастів відновлено менську (зниклу в 1974 р.) і корнську (зниклу в 1777 р.) шляхом організації випуску друкованих видань і радіопередач цими мовами, ведення освіти та відправ у церквах.
Ірландська мова, вивчена або рідна для 1 млн осіб, є офіційною мовою Ірландії (нарівні з англійською). Валлійська (0,6 млн мовців) має офіційний статус у Великій Британії, її вживають у пресі й на радіо, викладають як другу мову в школі (нарівні з англійською). Бретонська (0,3 млн) і ґельська (бл. 0,1 млн) є сукупностями місцевих говірок без усталеної літературної норми, вживаних у побутовому спілкуванні. Усі мовці кельтськими мовами — двомовні. Загальне число їх — близько 2—3 млн.
У межах індоєвропейської родини мов кельтські мови стоять найближче до італьських (до складу яких входили оскійська, умбрійська та латинська мови), з якими іноді їх об'єднують до однієї італо-кельтської групи. Острівні кельтські мови мають у своїй будові різні відхилення від давнього індоєвропейського типу, які дехто з кельтологів (Ю. Покорні, Г. Вагнер) пояснюють впливом доіндоєвропейського субстрату. До цих «неіндоєвропейських» рис кельтських мов належать: численні комбінаторні звукові зміни (придихання, леніція, пом'якшення, огублення приголосних), інфіксація займенників всередину дієслівних форм; так звані дієвідмінювані прийменники (схоже є хіба в семітських мовах); специфічне вживання віддієслівних імен (званих у кельтології інфінітивами — як і в фінології); звичайне розміщення присудку на початку речення та багато інших цікавих рис. Система лічби в ірландській — двадцяткова. У валлійській трапляється такий унікум як daunaw 18" — буквально 2 по 9!
Найдавніші написи континентальними кельтськими мовами відомі за різними джерелами (іберійськими, етруськими, грецькими, латинськими), датованими 5—4 ст. до н. е.: це окремі написи, глоси, монетні легенди. Найдавніші написи кельтіберійською мовою 3—1 ст. до н. е. виконані т. зв. іберійським письмом, пізніші (переважно на каменях) — латинським письмом. Збереглося понад 70 написів лепонтійською мовою (Пн. Італія) 3—2 ст. до н. е. — етруським письмом, як і написи 2 ст. до н. е. галльською мовою. Відомі також гало-латинські двомовні написи (білінгви). Понад 60 написів з Нарбонської Галлії зроблені грецьким алфавітом. Пам'ятки галльської мови латинським письмом (понад 100) датуються початком н. е. Ірландська засвідчена огамічним письмом від 4 ст. н. е., а від 7 ст. глосами на основі латинського алфавіту. Валлійська відома з 6 ст., її письмові пам'ятки з 8 ст. Частина бритів у 5 ст. переселилася з Кернова до Бретані (Франція): історичним продовженням їхньої мови є бретонська, з 9 ст. зафіксована письмово у глосах.
Є певні докази давнього угро-фінського субстрату в гойдельських мовах (давніших на Британських о-вах, аніж бритські). Так, зокрема, ірл. префікс leath — «половина», як у leath-phunt «півфунта» означає «один з двох» перед словами, що позначають парні явища: leath-lamh «одна рука», leath-bhrog «один черевик». Єдина мова Європи, що має таку ж особливість — це угорська (мадярська), fel laba (букв. «півноги») означає «одна з ніг», точнісінько як ірл. leath-chos Для понять одягти і зняти французька мова має просто mettre і o^ter валлійська — gwisgo і tynnu але в ірл. сиг аг і baint de — так само, як і в англ. put on і take off; так і в скандинавських — а це повна аналогія з фінською. Пом'якшені приголосні ірландської мови мають аналоги у волзько-фінських, балтійських і слов'янських, як і звороти типу ta' se' ina mhuninteoir anois «він є тепер вчителем», аналогічні до фінських конструкцій з есивом та слов'янських — з орудним відмінком.

## Спорідненість кельтських мов з українською
З-поміж кельтських мов валлійська лексика зберігає особливо прозорі паралелізми зі слов'янською: brawd — брат, tad — тато, nef — небо, iaith — язик, derwen — дерево, mo^r — море, mis — місяць, cryf — кріпкий, bod — бути, berwi — варити. Є і словотвірні аналогії: plant — plentyn «діти-дитина», pysgod-pysgodyn «риба-рибина», ad-new-yddu «од-нов-ити» тощо.
В українському словнику зберігаються слова, подібні до кельтських: багно, тин, будинок, лудити, полуда, брага, борошно, сало, кобила, пекло, гуня, ліки, лікар; пізніше з ґельської прийшли: бард, клан, віскі.
Кельтське походження має назва історичної області в межах сучасної України — Галичина (від галлів).